# John Bevis
Pour les articles homonymes, voir Bevis.
John Bevis (10 novembre 1695 – 6 novembre 1771) est un médecin et astronome amateur britannique. Il est connu entre autres pour avoir découvert la nébuleuse du Crabe. Il est né à Old Sarum, dans le comté de Wiltshire.

## Biographie
En 1731, Bevis est le premier à observer la nébuleuse du Crabe, 27 ans avant que Charles Messier ne la redécouvre indépendamment en 1758. Le travail et le catalogue de Messier gagnant en popularité au fil des ans, Bevis prend connaissance du catalogue d'objets diffus de Messier et l'informe par lettre, datée du 10 juin 1771, qu'il avait déjà lui-même observé la nébuleuse désignée M1 par Messier, ce dernier ajoutant par la suite une note dans les éditions ultérieures du catalogue pour reconnaître la paternité de la découverte à Bevis.
John Bevis est également le premier et jusqu'à présent le seul observateur à avoir fourni un rapport détaillé d'un phénomène astronomique extrêmement rare : l'occultation d'une planète du système solaire par une autre, en l'occurrence l'occultation de Mercure par Vénus le 28 mai 1737.
En 1738, Bevis se fait construire un observatoire astronomique privé à Stoke Newington, dans le Middlesex, à partir duquel il réalise les observations destinées à la préparation de son propre atlas céleste : Uranographia Britannica, achevé en 1750. Malheureusement, l'éditeur de Bevis, qui finançait l'ouvrage, fit banqueroute juste avant l'impression de l'atlas, et les gravures furent mises sous scellé. Seuls quelques exemplaires de l'ouvrage furent finalement imprimés en 1786, bien après le décès de Bevis, sous le titre Atlas celeste, et sans que le nom de John Bevis ne soit mentionné.
En 1757, Bevis publie à Londres un épisode de The History and Philosophy of Earthquakes, dans lequel il recueille des témoignages sur le tremblement de terre de Lisbonne auprès de diverses sources d'authentification. Son enquête, la première du genre, a ensuite été utilisée par John Michell (1761).
Toujours en 1757, l'explorateur Thomas Hughes a demandé à Bevis de découvrir pourquoi aucune fleur ne poussait dans son jardin à Bagnigge House, situé près du 61-63 King's Cross Road, à Londres. Il a vu l'eau d'un puits sur un chantier de construction plein de fer. Dans cette étude, un deuxième puits a été creusé, dont l'eau s'est révélée être un bon agent de blanchiment. Cela a conduit à la création d'un des spas les plus célèbres du XVIIIe siècle, Bagnigge Wells, l'année suivante.
Bevis est l'un des deux seuls Britanniques (avec Nicholas Munckley, lui aussi médecin) ayant, de façon certaine, observé le premier retour de la comète de Halley après que Edmund Halley ait affirmé sa périodicité de 76 ans et que Clairaut en ait calculé la perturbation due aux autres planètes. Il l'a personnellement observée les 1er et 2 mai 1759. Bevis devient membre de la Royal Society le 21 novembre 1765.
Il a également observé le transit de Vénus devant le Soleil en 1769. Il est à cette occasion le premier à décrire et à faire un dessin précis du « phénomène de la goutte noire », durant lequel la forme apparente de Vénus apparaît légèrement déformée juste aux moments où celle-ci est en contact avec le bord du disque solaire.
John Bevis meurt en 1771, quelques jours avant ses 76 ans, apparemment des suites de blessures causées par une chute de son télescope.